# Ctenichneumon inspector
Ctenichneumon inspector là một loài tò vò trong họ Ichneumonidae.